# Columna románica

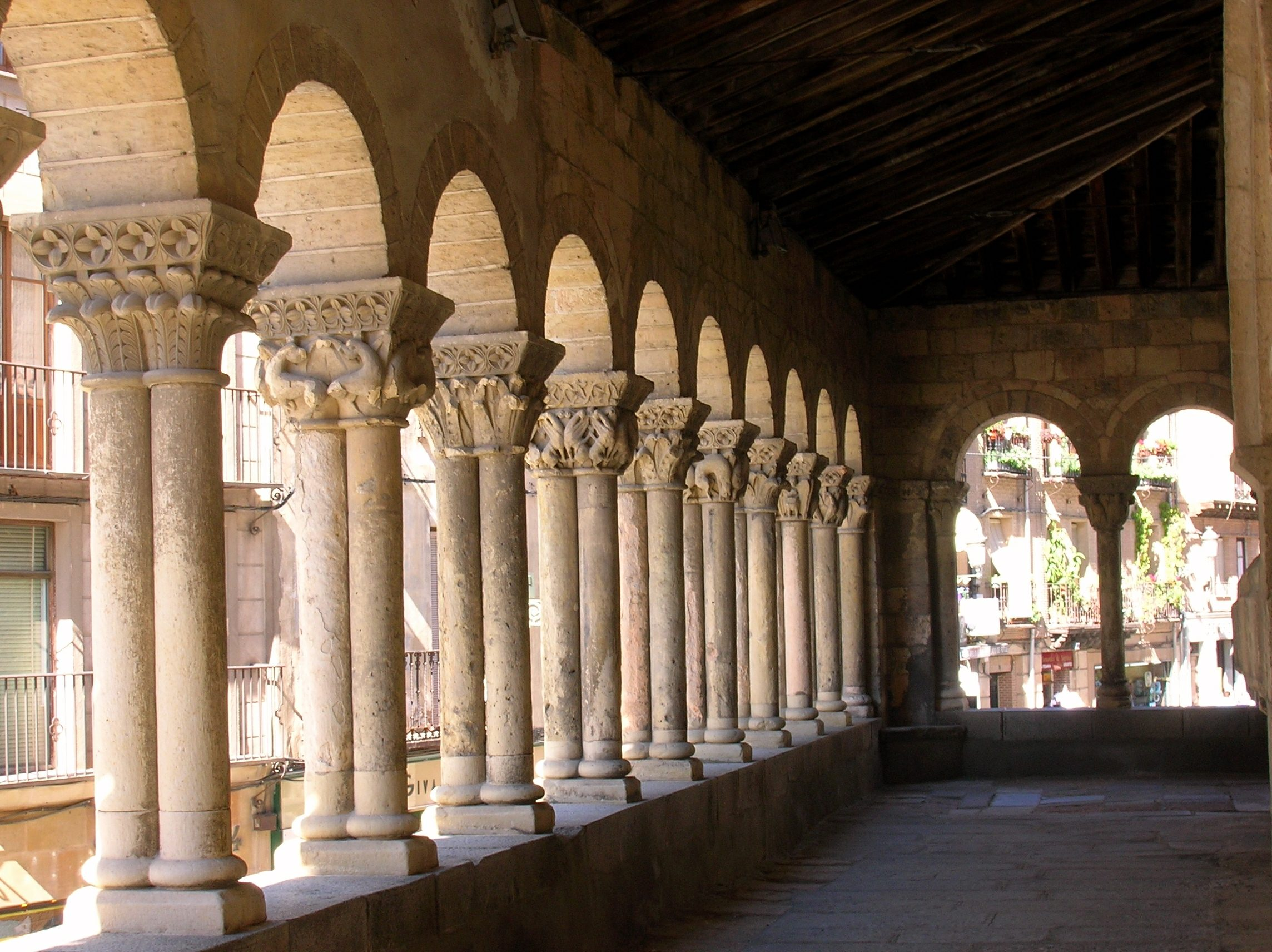
Pórtico de la iglesia de San Martín, en Segovia (España)

La columna románica se caracteriza por tener una base de tipo ática. El fuste es cilíndrico y no tiene acanaladuras verticales como en la arquitectura clásica, siendo liso o, en el caso más complejo, lleva sogueados o decoración geométrica (zigzag) o vegetal. El capitel suele ser estar esculpido con motivos figurativos, vegetales o geométricos. Tiene collarino y ábaco.
Tienen como función sostener o sujetar, por ejemplo, una bóveda de cañón 